# Coelometopon kilimanjaro
Coelometopon kilimanjaro är en skalbaggsart som beskrevs av Perkins 2005. Coelometopon kilimanjaro ingår i släktet Coelometopon och familjen vattenbrynsbaggar. Inga underarter finns listade i Catalogue of Life.